# Борис
Бори́с — чоловіче ім'я, що ввійшло в християнський іменослов після канонізації болгарського князя Бориса I. Інші форми імені: Бориско, Борисонько, Борисочко, Борисьо, Борисик, Борюсик, Боря, Борчик, Борько.
Ім'я поширене серед усіх слов'ян, зокрема, українців, західних (пол. Borys; чеськ. і словац. Boris) і південних (болг., мак. і серб. Борис; хорв. і словен. Boris).
Ім'я Борис набуло поширення в СРСР, а також у західному світі, особливо в родинах колишніх емігрантів із Російської імперії. В англомовному середовищі наголос в імені часто робиться на перший склад — Бо́рис (саме так вітали американці Єльцина).
Іменини за новоюліанським та григоріанським календарями: 2 травня, 24 липня.

## Етимологія
За версією про слов'янське походження, ім’я Борис - усічена форма від імені Борислав, тобто уславлений у боротьбі, "той що бореться за славу", чи як настанова "Борися за славу!" .
Слово Boris як ім’я було відоме ще стародавнім тракійцям. Залежно від діалекту, воно могло звучати по-різному - boris, poris, buris. Означає «син», «хлопець», «чоловік». Враховуючи те, що тракійці (даки) взяли участь в етногенезі слов’ян, цілком можливо, що останнім у спадок залишилося це ім’я.

## Відомі носії імені

### Діячі української політики, науки та історії, культури та спорту
- Борис і Гліб — київські князі, сини Володимира Святославовича, православні святі.
- Борис Грінченко (*1863 — †1910) — український письменник, педагог, лексикограф, літературознавець, етнограф, історик, публіцист, громадсько-культурний діяч.
- Борис Лятошинський (*1895 — †1968) — український композитор, диригент і педагог, один з основоположників сучасної української музики.
- Борис Гмиря (*1903 — †1969) — український оперний та камерний співак (бас-кантанте).
- Борис Шахлін (*1932 — 2008) — український спортсмен-гімнаст, олімпієць, родом із Тюменської області Росії.
- Борис Патон (*1918 — 2020) — радянський та український науковець у галузі зварювальних процесів, металургії та технології металів. Президент Академії наук України (з 1962), перший нагороджений званням Герой України.
- Борис Тарасюк (*1949) — український політик та дипломат.
- Борис Колесніков (нар. 1962) — український політик.
- Борис Олійник (*1935 —†2017) — український поет, дійсний член НАН України, голова Українського фонду культури.
- Борис Чичибабін (1923—1994) — український радянський поет, лауреат Державної премії СРСР (1960). Свої твори писав російською мовою.
- Борис Небієрідзе (*1942 — †2008) — радянський та український кінорежисер, сценарист і актор грузинського походження.
- Борис Ставицький (1927—2003) — український актор та педагог.
- Борис Срезневський (1857—1934) — російський та український метеоролог і кліматолог, професор, дійсний член Академії наук УРСР (з 19 квітня 1920 року). Шостий з восьми дітей філолога-славіста Ізмаїла Срезневського.
- Борис Антоненко-Давидович (справжнє прізвище Давидов, також Давидів; 1899—1984) — український радянський письменник.
- Борис Мірус (1928—2021) — український актор. Народний артист Української РСР (1991).
- Борис Плаксій (1937—2012) — український художник та скульптор.
- Борис Харчук (1931—1988) — український радянський письменник.
- Борис Мозолевський (1936—1993) — український археолог та поет.
- Борис Вольтовський (1906—1983) — український радянський партійний та державний діяч.
- Борис Возницький (1926—2012) — радянський та український мистецтвознавець, директор Львівської галереї мистецтв, академік Української академії мистецтв, Герой України.
- Борис Тен (справжнє ім'я Микола Васильович Хомичевський; 1897—1983) — український поет і перекладач.
- Борис Тенета (справжнє ім'я Борис Йосафович Гурій; 1903—1935) — український поет і прозаїк доби розстріляного відродження.
- Борис Грабовський (1901—1966) — український фізик. Син відомого українського поета-революціонера Павла  Грабовського.
- Борис Мартос (1879—1977) — український громадсько-політичний діяч, учений-економіст, кооператор і педагог, голова Ради народних міністрів УНР (9 квітня — 27 серпня 1919 року).
- Борис Івченко (1941—1990) — український кіноактор та кінорежисер. Син кінорежисера Віктора Івченка.
- Борис Філатов (нар. 1972) — український журналіст, правник, політик та бізнесмен. Міський голова Дніпра з 21 листопада 2015 року.
- Борис Шарварко (1929—2002) — український режисер фестивалів, концертних програм, театралізованих вистав. Народний артист УРСР (1984). Професор.

### Діячі політики та культури інших країн
- Борис І Михайло (*? — †907) — болгарський хан із 852 року та князь із 864 по 889 роки.
- Борис II (931—977) — цар Болгарії з 969 по 977 роки. З 971 року перебував у візантійському полоні, однак на батьківщині продовжував вважатися царем.
- Борис III (1894—1943) — цар Болгарії з 1918 по 1943 роки.
- Борис Годунов (рос. Борис Фёдорович Годунов) *(1551 — †1605) — московський цар (з лютого 1598 року), боярин.
- Борис Шереметєв (*1652 — †1719) — московський полководець та дипломат, генерал-фельдмаршал (з 1701 року). У 1706 році першим в історії Росії отримав титул графа.
- Борис Кустодієв (1878—1927) — російський художник.
- Борис Пастернак (1890—1960) — російський поет і письменник, лауреат Нобелівської премії з літератури.
- Борис Єльцин (*1931 — †2007) — російський політичний діяч, президент Російської Радянської Федеративної Соціалістичної Республіки (РРФСР) у 1991 році, Перший президент незалежної Російської Федерації в 1991–1999 роках.
- Борис Громов (нар. 1943) — радянський воєначальник, російський військовий, державний та політичний діяч, Герой Радянського Союзу.
- Борис Гризлов (нар. 1950) — російський політик.
- Борис Пуго (1937—1991) — радянський партійний та державний діяч.
- Борис Березовський (1946—2013) — російський олігарх єврейського походження.
- Борис Слуцький (1919—1986) — російський радянський поет.
- Борис Васильєв (1924—2013) — радянський та російський письменник, учасник німецько-радянської війни.
- Борис Кагарлицький (нар. 1958) — російський соціолог-марксист, дисидент часів СРСР.
- Борис Розінг (1869—1933) — російський та радянський фізик, винахідник російського телебачення.
- Борис Кочейшвілі (нар. 1940) — радянський та російський художник-графік і поет грузинського походження.
- Борис Курчатов (1905—1972) — радянський радіохімік, доктор хімічних наук, професор. Лауреат Ленінської та двох Сталінських премій. Молодший брат фізика Ігоря Курчатова.
- Борис Петровський (1908—2004) — радянський та російський хірург, доктор медичних наук, професор. Герой Соціалістичної Праці (26.06.1968).
- Борис Покровський (1912—2009) — радянський та російський оперний режисер. Народний артист СРСР (1961).
- Борис Бібіков (1900—1986) — радянський актор театру та кіно, театральний режисер та педагог. Чоловік актриси та театрального педагога Ольги Пижової.
- Борис Андреєв (1915—1982) — радянський актор театру та кіно. Народний артист РРФСР (1950). Народний артист СРСР (1962).
- Борис Бабочкін (1904—1975) — радянський актор та режисер театру та кіно, сценарист, педагог. Герой Соціалістичної Праці (1974). Народний артист СРСР (1963).
- Борис Щукін (1894—1939) — радянський та російський актор театру та кіно, театральний режисер, педагог. Народний артист СРСР (1936). Кавалер ордена Леніна (1938). Лауреат Сталінської премії I ступеня (1941, посмертно).
- Борис Толмазов (1912—1985) — радянський театральний режисер та актор. Лауреат Сталінської премії I ступеня (1947).
- Борис Новиков (1925—1997) — радянський та російський актор театру та кіно. Заслужений артист РРФСР (1961). Народний артист Російської Федерації (1994). Учасник німецько-радянської війни.
- Борис Щербаков (нар. 1949) — радянський та російський актор. Лауреат Державної премії СРСР (1985). Народний артист Російської Федерації (1994).
- Борис Плотников (1949—2020) — радянський та російський актор театру та кіно, театральний педагог, професор. Заслужений артист Російської Федерації (1992). Народний артист Російської Федерації (1998). Кавалер ордена Пошани (2005).
- Борис Хмельницький (1940—2008) — радянський та російський актор театру та кіно.
- Борис Мессерер (нар. 1933) — радянський та російський театральний художник, сценограф та педагог. Двоюрідний брат балерини Майї Плісецької.
- Борис Спаський (1937—2025) — радянський та французький шахіст.
- Борис Стругацький (1933—2012) — радянський та російський письменник-фантаст, сценарист, перекладач. Молодший брат і співавтор письменника-фантаста Аркадія Стругацького.
- Борис Смолкін (нар. 1948) — радянський та російський актор театру та кіно єврейського походження. Заслужений артист Російської Федерації (1999).
- Борис Грачевський (1949—2021) — радянський та російський кінорежисер і сценарист єврейського походження, організатор кіновиробництва, художній керівник дитячого гумористичного кіножурналу ''Єралаш'' (2002—2020).
- Борис Галкін (нар. 1947) — радянський та російський кіноактор, кінорежисер, сценарист, продюсер, композитор, телеведучий. Заслужений артист Російської Федерації (1999). Вітчим актора Владислава Галкіна.
- Борис Січкін (1922—2002) — радянський та американський кіноактор єврейського походження.
- Борис Невзоров (1950—2022) — радянський та російський актор театру та кіно, кінорежисер, театральний педагог. Народний артист Російської Федерації (2011).
- Борис Рунге (1925—1990) — радянський актор театру та кіно, телеведучий. Народний артист РРФСР (1985).
- Борис Волчек (1905—1974) — радянський кінооператор, кінорежисер та педагог єврейського походження. Батько актриси та театрального режисера Галини Волчек.
- Борис Ліванов (1904—1972) — радянський актор театру та кіно. Народний артист СРСР (1948). Батько актора Василя Ліванова.
- Борис Клюєв (1944—2020) — радянський та російський актор театру, кіно та озвучування, театральний педагог, професор. Народний артист Російської Федерації (2002).
- Борис Степанцев (1929—1983) — радянський режисер-мультиплікатор, художник-мультиплікатор, ілюстратор книг та діафільмів.
- Борис Хлєбніков (нар. 1972) — російський кінорежисер, сценарист і продюсер.
- Борис Єгоров (1937—1994) — радянський космонавт.
- Борис Волинов (нар. 1934) — радянський космонавт.
- Борис Трайковський (мак. Борис Траjковски) (*1956 — 2004) — президент Македонії з 5 грудня 1999 року по 26 лютого 2004 року.
- Борис Тадич (серб. Борис Тадић) (*1958) — президент Сербії з 11 липня 2004 року по 5 квітня 2012 року.
- Борис Акунін (справжнє ім'я Григорій Шалвович Чхартишвілі; нар. 1956) — сучасний російський письменник грузинського походження.
- Борис Мойсеєв (1954—2022) — російський співак, актор і танцюрист.
- Борис Гребенщиков (нар. 1953) — російський співак. Засновник та лідер гурту ''Аквариум''.
- Борис Корчевніков (нар. 1982) — російський пропагандист, журналіст.
- Борис Бекер (нар. 1967) — німецький тенісист.
- Борис Джонсон (нар. 1964) — британський політик.
- Борис Нємцов (*1959 — †2015) — російський політик, державний діяч, кандидат фізико-математичних наук.
- Борис Пісторіус (*1960) — німецький політик, міністр оборони Німеччини з 17 січня 2023 року.